# RG-32 Scout
RG-32 Scout là một dòng chiến xa hạng nhẹ kháng mìn 4×4 sản xuất bởi BAE Systems Land Systems South Africa (tiền thân là Land Systems OMC) ở South Africa. Nó được dựa trên mẫu RG-31, vốn đã được triển khai khắp thế giới cùng với các lực lượng gìn giữ hòa bình, bảo vệ và chiến đấu. Khối lượng chiến đấu của xe khoảng 7,300 kg và chở được số người từ 5 đến 7. Kíp lái được bảo vệ khỏi 5.56×45mm NATO ball ammunition, grenades, firebombs, anti-personnel mines và bom ven đường. Phiên bản 5 chỗ ngồi còn có tính năng kháng mìn chống tăng và bom ven đường. Hai chiếc RG-32M có thể được chuyên chở bằng một phi cơ vận tải C-130.
Phiên bản tối tân nhất của dòng này là RG-32M Galten (Tiếng Thụy Điển có nghĩa là "The Boar" hay "The Hog").  RG-32M đã trải qua các tùy chỉnh "mùa đông"  Thụy Điển;  RG-32M đã được sử dụng trong môi trường từ 49 °C (120 °F) ở các sa mạc Africa và Middle East đến −35 °C (-31 °F) ở Thụy Điển

## Lịch sử sản xuất

### Biến thể
- RG-32M Standard (Driver + 4)
- RG-32M Full armour (Driver + 8)
- RG-32M LTV Light Tactical Vehicle[4]

## Bên sử dụng

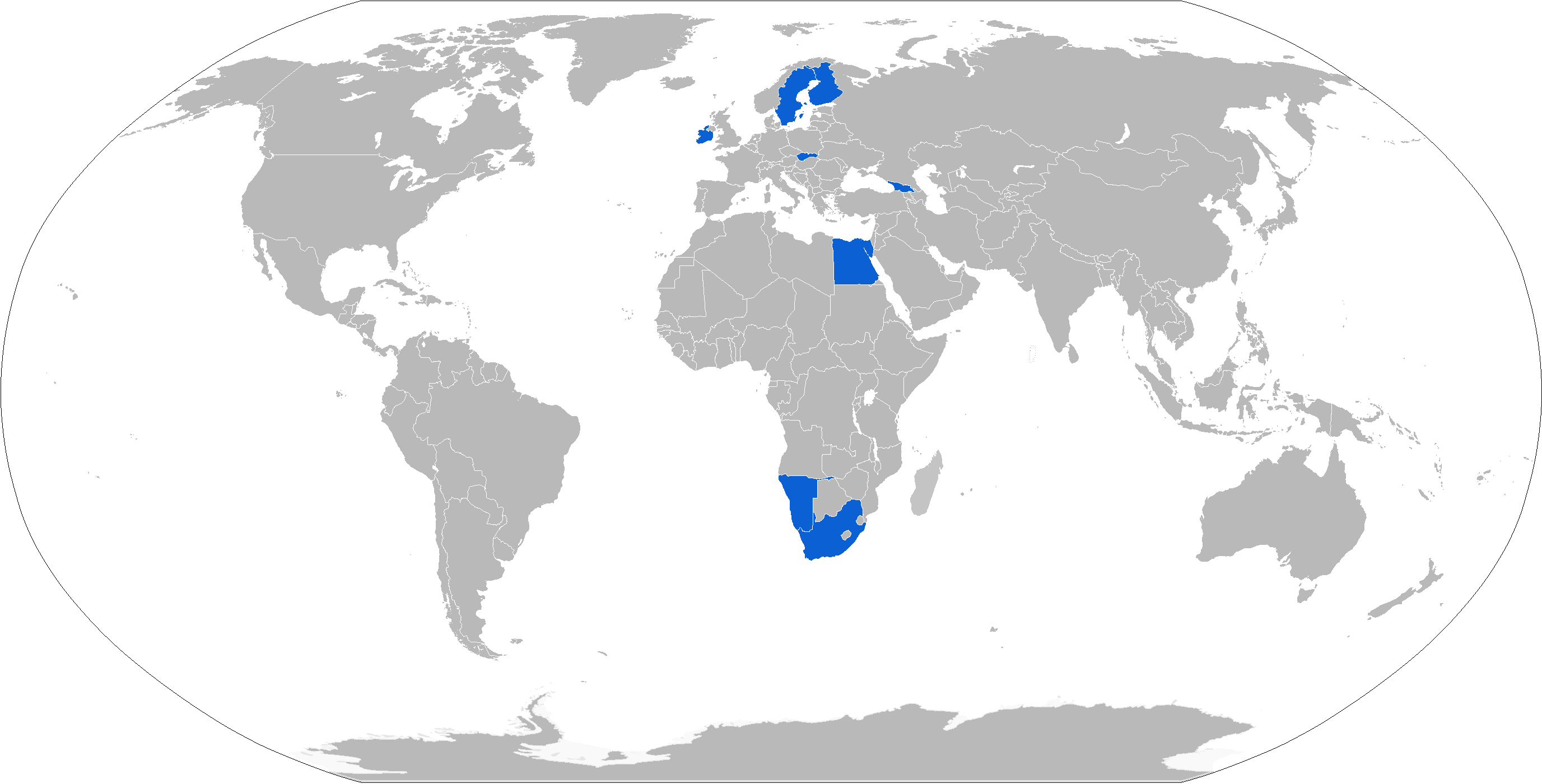
Map with RG-32 operators in blue

Có hơn chiếc 800 RG-32 đang vận hành khắp thế giới, bao gồm:

### Current operators
- Egypt — 180
- Finland — 74 To be replaced by Sisu GTP in the near future.[5][nguồn không đáng tin?][6][7]
- Georgia
- Ireland — 27 RG Outrider
- Namibia - 8
- Slovakia — Operated in limited numbers, potential replacement for ageing fleet of BRDM-2 currently in service.[8]
- South Africa-400
- Sweden — 380
- United Nations[Còn mơ hồ  – thảo luận]

### Khách hàng dân sự
- United States Used by the Federal Bureau of Investigation SWAT Teams, and by various local police forces